# Convenția de la Espoo
Convenția de la Espoo este o organizație internațională care reglementează evaluarea impactului asupra mediului în situația în care un anumit proiect are impact transfrontalier.
Convenția a fost adoptată la 25 februarie 1991 și a intrat în vigoare la 10 septembrie 1997.
România a devenit parte a Convenției de la Espoo în martie 2001.